# Kiteto (huyện)
Kiteto là một huyện thuộc vùng Manyara, Tanzania. Thủ phủ của huyện Kiteto đóng tại Kibaya. Huyện Kiteto có diện tích 16305 ki lô mét vuông. Đến thời điểm điều tra dân số ngày 25 tháng 8 năm 2002, huyện Kiteto có dân số 152296 người.